# 庆祝中华人民共和国成立70周年纪念章
庆祝中华人民共和国成立70周年纪念章是由中共中央、国务院、中央军委为庆祝中华人民共和国成立70周年颁发的纪念章。

## 历史
2018年8月29日，国务院新闻办公室举行新闻发布会介绍国庆70周年活动的有关情况，宣布中共中央、国务院、中央军委将颁发“庆祝中华人民共和国成立70周年”纪念章。

## 外观
纪念章使用铜胎镀金材质，通径为50毫米，主要元素为五星、“70”飘带、团锦结、如意祥云和光芒，主色调为红色和金色。核心部分为五星，代表国家荣誉。“70”飘带象征中华人民共和国70年奋斗历程。团锦结环绕在五星和“70”飘带周围，寓意全国各族人民大团结，构建人类命运共同体的愿景。章体外环以如意祥云、光芒构成，象征人民对美好生活的向往，同时表达隆重庆祝中华人民共和国生日，礼赞国家富强、民族振兴、人民幸福的辉煌成就，以及在70年辉煌奋斗成就的基础上不忘初心、继续前进的坚定决心。

## 授予资格
“庆祝中华人民共和国成立70周年”纪念章颁发给下述对象中符合条件的人员：
- 中华人民共和国成立前参加革命工作的、健在的老战士老同志；
- 中华人民共和国成立后获得国家级表彰奖励及以上荣誉并健在的人员；
- 中华人民共和国成立后因参战荣立一等功以上奖励并健在的军队人员（含退役军人）；
- 为中华人民共和国成立作出杰出贡献的国际友人。

2019年1月1日以后去世的，在此次发放范围之内。